# Johann Melchior Goeze

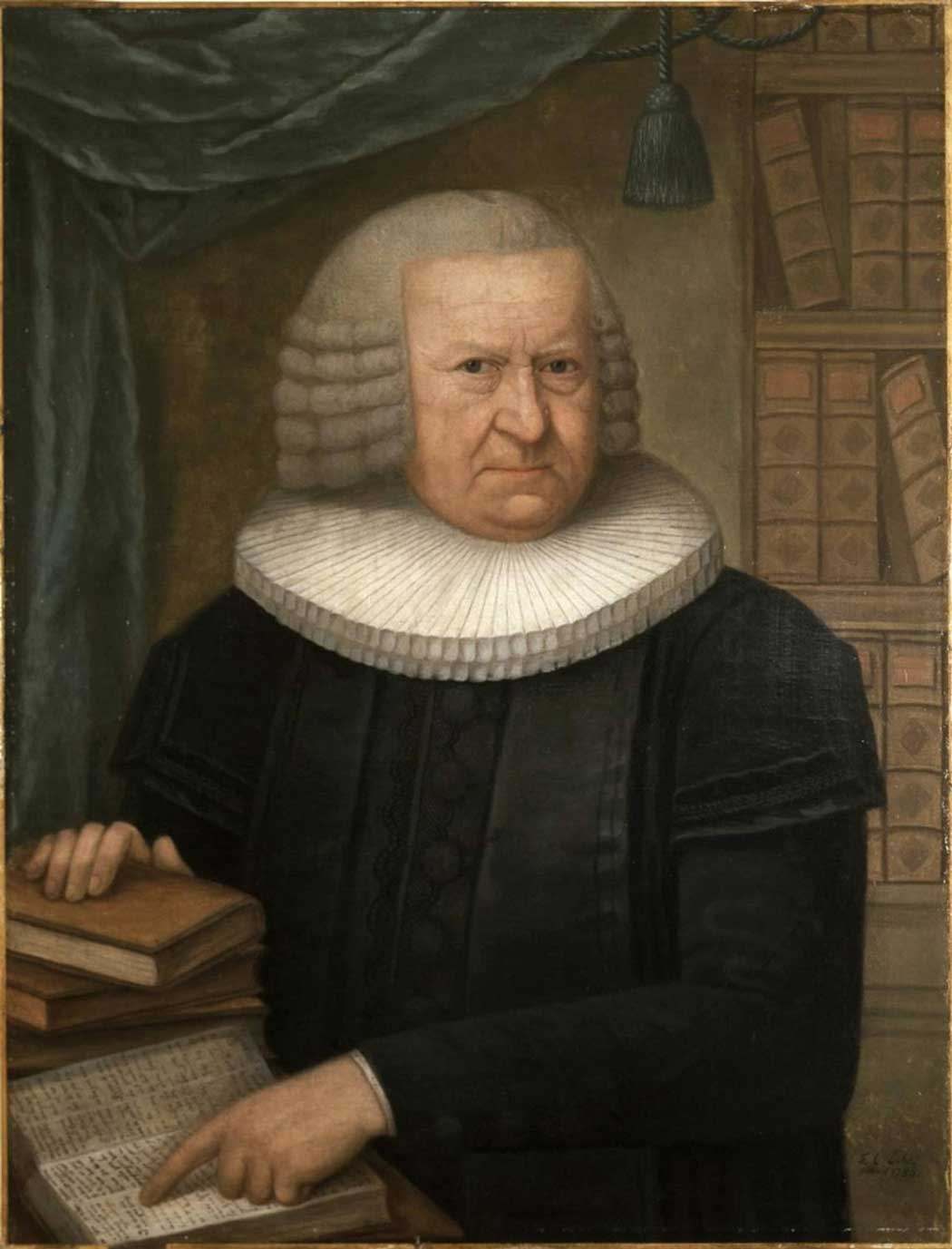
Johann Melchior Goeze, Porträt von Franz Conrad Löhr (1786)

Johann Melchior Goeze (bekannt als Zionswächter; * 16. Oktober 1717 in Halberstadt; † 19. Mai 1786 in Hamburg) war ein lutherischer Theologe, der in Hamburg wirkte und Gotthold Ephraim Lessings Hauptgegenspieler im Fragmentenstreit war.

## Leben
Goeze, Sohn eines evangelischen Pastors, studierte Evangelische Theologie ab 1734 zunächst in Jena. Zwei Jahre später wechselte er an die Universität Halle. Dort war er Schüler von Siegmund Jacob Baumgarten, dem damals bedeutendsten Vertreter der lutherischen Orthodoxie im Übergang zur Aufklärung. Nach seinem Studium wurde Goeze 1741 Prediger in Aschersleben und nach einem Jahr schon zum Diakon ernannt. 
1750 wurde Goeze als Pastor nach Magdeburg berufen, wo er auch seine Tätigkeit als Schriftsteller begann. Goeze machte sich auf diese Weise einen Namen als Kirchenpublizist, dessen Treue zu Bibel und Bekenntnis als unanfechtbar galt. Die Berufung zum Hauptpastor im Jahre 1755 an der Katharinenkirche in Hamburg war eine unmittelbare Frucht dieser literarischen Tätigkeiten Goezes. Von dort aus wurde er einer der wichtigsten Gegner der Aufklärung, denn Hamburg galt zu dieser Zeit als Hochburg des Luthertums. Im Laufe von fünf Jahren entwickelte sich Goeze zum Wortführer der lutherischen Stadtgeistlichkeit und wachte in dieser Rolle über die reine Lehre. Zum einen nutzte Goeze seine Predigten dazu, seine Ansichten öffentlich zu verbreiten, zum anderen intensivierte er seine publizistischen Tätigkeiten in der Zeitung „Hamburgische Nachrichten aus dem Reiche der Gelehrsamkeit“. So trug Goeze auch maßgeblich zu einer programmatischen Veränderung dieser Zeitschrift bei. Bald erschien sie nur noch unter dem Titel „Freywillige Beiträge zu den Hamburgischen Nachrichten aus dem Reiche der Gelehrsamkeit“ und wurde von ihren Gegnern auf Grund ihrer betont anti-aufklärerischen und kirchlich wie politisch dem orthodoxen Luthertum verpflichteten Ausrichtung „schwarze Zeitung“ genannt.
Goeze als Vertreter der Lutherischen Orthodoxie wurde vor allem durch seinen mit Gotthold Ephraim Lessing geführten Streit über die von diesem herausgegebenen Fragmente eines Ungenannten (Teile einer Schrift von Hermann Samuel Reimarus) bekannt (Fragmentenstreit). Im Verlauf dieser Auseinandersetzung, die als der berühmteste religiöse Streit des 18. Jahrhunderts in die Geschichte eingegangen ist, verfasste Lessing unter anderem elf Erwiderungen gegen Goeze, die unter dem Titel Anti-Goeze (1778) bekannt wurden.
In seinem Drama Nathan der Weise gab Lessing dem Patriarchen Züge Goezes.
Goeze wandte sich auch gegen seinen Kollegen Julius Gustav Alberti (1723–1772) in Hamburg sowie gegen Karl Friedrich Bahrdt, Johann Bernhard Basedow, Anton Friedrich Büsching und Johann Wolfgang von Goethe (wegen dessen Werthers Leiden) sowie im zweiten Hamburgischen Theaterstreit 1769 gegen Johann Ludwig Schlosser und Johann Heinrich Vincent Nölting.
Goeze besaß eine umfangreiche Bibelsammlung, die in der Staatsbibliothek der Hansestadt Hamburg aufbewahrt worden war. Sie wurde 1943 während des britischen Bombenangriff auf Hamburg, der sogenannten Operation Gomorrha, nahezu komplett zerstört. Johann Melchior Goeze besaß auch eine umfangreiche Münzsammlung und eine dazugehörige Bibliothek, die er seinem Sohn Gottlieb Friedrich Goeze vererbte. Sie wurde ein Jahr nach dessen Tode versteigert.
1746 hatte er Johanna Rosina Derling, die Tochter des Bürgermeisters von Aschersleben, geheiratet. Von den vier Kindern überlebte ihn nur der Sohn Gottlieb Friedrich Goeze (1754–1791). 
Der Bruder von Johann Melchior Goeze war der Pastor und Naturforscher Johann August Ephraim Goeze (1731–1793).

## Schriften (Auswahl)
- Den Frieden der Völker auf Erden, als ein grosses und herliches Werk des Allerhöchsten stellete am Frölichen Friedensfeste welches am Sontage Exaudi 1763 in Hamburg gefeyret ... Harmsen, Hamburg 1763 (Digitalisat).
- Eine Probe von der Art, wie der Herr D. Semler seine Zeugen anzuführen pflegt. Kennern und Freunden der Wahrheit zur unpartheyischen Beurtheilung, und zur Erweckung, zum Vortheile der Wahrheit und der Religion, ähnliche Untersuchungen anzustellen. Bode, Hamburg 1771 (Digitalisat).
- Johann Melchior Goezens erbauliche Betrachtungen über das Leben Jesu auf Erden, auf alle Tage des Jahres. In: Theologische Berichte von neuen Büchern und Schriften, 11. Breitkopf, Leipzig 1772 (Digitalisat).
- Kurze aber nothwendige Erinnerungen über die Leiden des jungen Werthers. 1775 (Faksimile).
- Johann Melchior Goezens ... Verzeichnis seiner Samlung seltener und merkwürdiger Bibeln in verschiedenen Sprachen. Mit kritischen und literarischen Anmerkungen. Gebauer, Halle 1777 (Digitalisat).
- Johan Melchior Goezens Abfertigung der Moldenhawerischen Schrift: von der Seligkeit derer, die von Christo nichts wissen, und ihren Umständen nach nichts wissen können, und der darin enthaltenen beleidigenden Angriffe. Harmsen, Hamburg 1784 (Digitalisat).